# Los comediantes de la noche
Los comediantes de la noche es un programa de comedia donde un grupo de humoristas presentan varios números tipo Stand Up Comedy en cada emisión, frente a una audiencia real. El show también cuenta con invitados especiales.

## Los comediantes de la noche, recargado
Es la nueva temporada del programa donde un grupo de humoristas presentan su rutina tipo Stand Up Comedy, esta nueva temporada es dirigida por el reconocido libretista Fernando Gaitán, los humoristas llegan después de 4 años de ausencia a las pantallas de los colombianos, los capítulos cuentan con público real, durante las grabaciones en la reconocida discoteca Matildelina, en la ciudad de Bogotá.

## Elenco
- Alejandra Azcárate
- Diego Camargo
- Gonzalo Valderrama
- Freddy Beltrán
- Ricardo Quevedo
- Antonio Sanint
- Iván Marín
- Diego Mateus
- Alejandro Riaño

## Invitados
- Tato Devia
- Paulo Hernández (So-cio)
- Liss Pereira
- Pamela Ospina
- Primo Rojas
- Catalina Guzmán
- Henry Delgado
- Paulo Hernández
- Leonardo Reales Jiménez
- Juan Alfonso Peláez
- Juan Buenaventura
- Frank Martínez
- Mafe Cárdenas
- Harley Vidal (Harley Comediante)
- Germán Castellanos
- Juan Gabriel Ruíz
- Santiago Rendón
- Andrés Niño
- Alejo Mejía
- Gustavo Rodríguez
- Jonathan Gato
- Andreína Rancel
- Cristian Abril
- Edwin "Bart" Castiblanco
- Franco Bonilla
- Gustavo Peréz
- Adrián Parada
- Mauricio Quintero
- Julio Escallón